# Copa Governo do Estado de Sergipe
A Copa Governo do Estado de Sergipe, também chamada em edições anteriores de Copa Governardor João Alves Filho ou Copa Governador do Estado, é um torneio realizado pela Federação Sergipana de Futebol (FSF) para decidir um dos representantes do estado na Copa do Brasil do ano subsequente.
O primeiro torneio foi realizado em 2003, sem edição em 2004. Em 2005, a disputa da Copa Governo do Estado foi retomada, sendo feita a disputa do torneio logo após o término do campeonato estadual. Após controvérsias para a sua disputa em 2011, a competição volta a acontecer no ano de 2012, sob o patrocínio do Banese, o banco estatal do estado de Sergipe.
Nos anos de 2013 e 2014 o torneio foi realizado antes do Campeonato Sergipano de Futebol, sendo que os clubes que participam da Copa do Nordeste de Futebol não jogam a Copa Governo do Estado. Para o ano de 2025 o torneio é retomado, com um novo nome, Copa Lotese governador do Estado de Sergipe, e a partir desse ano o campeão irá ganhar vaga para o campeonato brasileiro da serie D de 2026.

## Lista dos campeões
Essa é a lista dos campeões de cada uma das edições :
| Edição    | Ano           | Campeão              | Final                | Vice-campeão         | Terceiro colocado    | Quarto colocado      | Part.                |
| --------- | ------------- | -------------------- | -------------------- | -------------------- | -------------------- | -------------------- | -------------------- |
| 1ª        | 2003          | Confiança (1)        | 1—1 2—1              | Sergipe              | Itabaiana            | Atlético Lagartense  | 4                    |
| 2004      | 2004          | Não houve campeonato | Não houve campeonato | Não houve campeonato | Não houve campeonato | Não houve campeonato | Não houve campeonato |
| 2ª        | 2005          | Confiança (2)        | 2—2 2—0              | Sergipe              | Itabaiana            | Boca Júnior          | 6                    |
| 3ª        | 2006          | Itabaiana (1)        | 2—1 4—0              | Guarany              | Olímpico de Pirambu  | Sergipe              | 6                    |
| 4ª        | 2007          | Itabaiana (2)        | Não Houve            | Confiança            | Olímpico EC          | Sergipe              | 6                    |
| 5ª        | 2008          | Confiança (3)        | Não Houve            | Itabaiana            | Olímpico EC          | América de Propriá   | 6                    |
| 6ª        | 2009          | São Domingos (1)     | 0—0 Pen. 6—5         | Sergipe              | Itabaiana            | Confiança            | 4                    |
| 7ª        | 2010          | São Domingos (2)     | 1—1 Pen. 2—0         | América de Propriá   | Confiança            | River Plate          | 4                    |
| 2011      | 2011          | Não houve campeonato | Não houve campeonato | Não houve campeonato | Não houve campeonato | Não houve campeonato | Não houve campeonato |
| 8ª        | 2012          | Confiança (4)        | 2—1 2—0              | Sergipe              | Socorrense           | River Plate          | 4                    |
| 9ª        | 2013          | Sergipe (1)          | 1—0 1—1              | River Plate          | Lagarto FC           | Olímpico EC          | 8                    |
| 10ª       | 2014          | Amadense (1)         | 1—0 2—2              | Itabaiana            | Estanciano           | Socorrense           | 7                    |
| 2015—2019 | 2015—2019     | Não houve campeonato | Não houve campeonato | Não houve campeonato | Não houve campeonato | Não houve campeonato | Não houve campeonato |
| 11ª       | 2025 Detalhes | (?)                  | —                    |                      |                      |                      | 8                    |

### Títulos por clube
- O Lagarto em 2003 se chamava Lagartense.

### Títulos por cidade
| Cidade                   | Títulos | Vices | Terceiro | Quarto |
| ------------------------ | ------- | ----- | -------- | ------ |
| Aracaju                  | 5       | 5     | 1        | 3      |
| Itabaiana                | 2       | 2     | 3        | 0      |
| São Domingos             | 2       | 0     | 0        | 0      |
| Tobias Barreto           | 1       | 0     | 0        | 0      |
| Carmópolis               | 0       | 1     | 0        | 2      |
| Propriá                  | 0       | 1     | 0        | 1      |
| Porto da Folha           | 0       | 1     | 0        | 0      |
| Itabaianinha             | 0       | 0     | 2        | 1      |
| Nossa Senhora do Socorro | 0       | 0     | 1        | 1      |
| Lagarto                  | 0       | 0     | 1        | 1      |
| Estância                 | 0       | 0     | 1        | 1      |
| Pirambu                  | 0       | 0     | 1        | 0      |

#### Campeões consecutivos
| Bicampeonatos - Confiança—1 vez (2003-05*) - Itabaiana—1 vez (2006-07) - São Domingos—1 vez (2009-10) - O Confiança é considerado bicampeão pelo fato de ser o segundo campeonato seguido conquistado sendo que em 2004 não houve competição (O seu rival Sergipe, possuí 2 hexacampeonato sendo que 1 foi em anos alternados por que não houve competição). | Década de 2000 Confiança, com 3 títulos (2003-05-08) Década de 2010 - São Domingos, com 1 títulos (2010) - Confiança, com 1 título (2012) - Sergipe, com 1 título (2013) - Amadense, com 1 título (2014) |

## Estatísticas

### Público

#### Média por edição
| - 2006: 1.926 pagantes - 2007: 716 pagantes - 2010: 277 pagantes - 2012: 541 pagantes - 2013: 716 pagantes - 2014: 958 pagantes |

#### Maiores públicos por edição
| Ano  | Público[PP] | Mandante  | Placar | Visitante      | Estádio           | Data            | Rodada        |
| ---- | ----------- | --------- | ------ | -------------- | ----------------- | --------------- | ------------- |
| 2010 | 567         | Confiança | 2–2    | América        | Estádio Batistão  | 22 de maio      | 2ª Rodada     |
| 2012 | 2 364       | Sergipe   | 1–0    | Confiança      | Estádio Batistão  | 7 de julho      | 2ª Rodada     |
| 2013 | 5 753       | Sergipe   | 1–1    | River Plate-SE | Estádio Batistão  | 17 de fevereiro | Final (Volta) |
| 2014 | 3 242       | Itabaiana | 0–1    | Amadense       | Presidente Médici | 6 de fevereiro  | Final (Ida)   |

### Participações totais
A tabela a seguir ilustra os clubes que mais participaram da Copa Governador (de 2003 a 2025). Em negrito, os clubes participantes da edição de 2025:
| Clubes             | Participações | Temporadas                                           | Títulos |
| ------------------ | ------------- | ---------------------------------------------------- | ------- |
| Confiança          | 9             | 2003, 2005, 2006, 2007, 2008, 2009, 2010, 2012, 2025 | 4       |
| Sergipe            | 9             | 2003, 2005, 2006, 2007, 2008, 2009, 2012, 2013, 2025 | 1       |
| Itabaiana          | 8             | 2003, 2005, 2006, 2007, 2008, 2009, 2014, 2025       | 2       |
| América de Propriá | 5             | 2007, 2008, 2010, 2013, 2025                         |         |
| Lagartense         | 3             | 2003, 2005, 2006                                     |         |
| Olímpico           | 3             | 2007, 2013, 2014                                     |         |
| River Plate-SE     | 3             | 2010, 2012, 2013                                     |         |
| Socorrense         | 3             | 2012, 2013, 2014                                     |         |
| Lagarto            | 3             | 2013, 2014, 2025                                     |         |
| Boca Júnior        | 2             | 2005, 2013                                           |         |
| Pirambu            | 2             | 2006, 2007                                           |         |
| Guarany-SE         | 2             | 2006, 2025                                           |         |
| São Domingos       | 2             | 2009, 2010                                           | 2       |
| Estanciano         | 2             | 2013, 2014                                           |         |
| Riachuelo          | 1             | 2005                                                 |         |
| São Cristóvão      | 1             | 2008                                                 |         |
| Amadense           | 1             | 2014                                                 | 1       |
| Coritiba-SE        | 1             | 2014                                                 |         |
| Canindé            | 1             | 2014                                                 |         |
| Dorense            | 1             | 2025                                                 |         |
| Falcon             | 1             | 2025                                                 |         |